# がまかつ
がまかつはシンガポールに本店を置くGAMAKATSU PTE LTDが販売するブランド。釣り竿、釣り針や専用ウェアなどを中心とした釣具の企画・販売および企業投資を行う。2000年創業。

## 会社概要
母体となる株式会社がまかつは、釣り竿・釣り針を中心とした釣り具を専門に扱う製造会社。
1990年からはレインウェア・キャップ・サングラス等、釣りで使用するアパレル用品類の製造販売にも進出している。かつてはゴルフクラブも販売していた。
社名は、創業地の西脇市蒲江（こもえ）と、創業者の藤井繁克（ふじい しげかつ）の名に由来するもの。創業地のある播磨地方は7世紀に「針間国」と表記され、古くから「播州針」の生産地として知られており、今日に至るまで釣り針の代表種の一角を占めている。

## 沿革
- 1955年 兵庫県西脇市に「蒲克鈎本舗」（がまかつばりほんぽ）を創業。
- 1968年 株式会社に改組、「株式会社がまかつ」設立。
- 1974年 生産工場増設。
- 1976年 釣竿工場完成。
- 1987年 和歌山工場完成、アパレル販売開始。
- 1994年 総合研究所新設。
- 1996年 ゴルフクラブ販売開始。
- 2000年 GAMAKATSU PTE LTD 設立
- 2011年 創業者・藤井繁克死去。
- 2017年 GAMAKATSU PTE LTD 日本本社 設立
- 2017年 株式会社がまかつ 大阪事務所 設立

## 製品

### 竿・ルアーロッド
がまかつの釣り竿の特徴としては、「海上釣堀」を除き磯もの対象の「がま磯」鮎専用の「がま鮎」渓流専用の「がま渓流」のように名前に「がま○（○は場所や対象魚）」が付く。一方、ルアーロッドは「ラグゼ」シリーズと称している。
過去にフライロッド「ウォルトン」も取り扱っていたが、カタログからは姿を消した。
がまかつといえば針が有名であるが、竿の性能も一流並みと目されており、価格帯も概ね中～高級クラスである。一方低価格帯の竿は手薄である。

### 釣針・しかけ
がまかつの主力製品であり、全国の釣具店ではほぼ確実にがまかつ針を取り扱っている。
渓流用の小さな針から、クエ、マグロ、カジキといった超大物用の針まで手広く取り揃えており、殆どの釣法、対象魚のニーズに応えるラインナップをそろえている。
国外でも、主にルアーフィッシング用の針として「Gamakatsu」表記で売り出されており、国内でもルアー、フライ用の針では英表記を用いている。

### 介護事業
「SATBATH（サットバス）」（移乗支援機器）、「SATOILET（サットイレ）」（排泄動作支援機器）、「SATWALKER（サットウォーカー）」（体幹支持式歩行トレーニング装置）などの介護ロボットも手掛ける。

## CM
イメージキャラクターに千葉真一を起用し、CMや広告を展開した。

## 提供番組
- ワールドプロレスリング - テレビ朝日の新日本プロレス中継。がまかつが長くスポンサーをしていた。
- がまかつ 日本列島釣りある記 - 昭和末期に放送されていたテレビ朝日の釣り番組。がまかつ一社提供。司会は初代三笑亭夢丸が務めた。
- フィッシング・ナウ - 独立UHF局で放送されていた、がまかつ一社提供番組。上記同様、初代三笑亭夢丸が司会を務めた。後継となるフィッシング倶楽部では提供は行わないがサポートアングラーとしてがまかつフィールドテスターが出演。